# Frente Patriótica para a Defesa Nacional
A Frente Patriótica para a Defesa Nacional foi uma organização paramilitar costarriquenha de extrema-direita. Fundada pelo ex-diretor da Força Pública da Costa Rica José Fabio Pizarro Espinoza, vulgo "Coronel Pizarro" em 2013. Embora Pizarro assegurasse que a motivação do grupo respondia exclusivamente à defesa do país como resultado do conflito diplomático entre Costa Rica e Nicarágua em 2010-2013 pela posse de Isla Calero, investigações posteriores descobriram que a organização realizava treinamento paramilitar e utilizava patentes de diferentes tipos. Pizarro proclamou-se "comandante-chefe" do "estado-maior" e emitiu títulos em favor daqueles que completaram o treinamento no grupo. A organização  tinha cerca de cem pessoas e foi dividida em dois subgrupos principais; a  Patrulla 1856 (cujo nome alude à Campanha Nacional de 1856–1857) e a Vanguardia de Hierro.
Pizarro foi preso em junho de 2017 junto com quatro de seus principais colaboradores por auxiliar na transferência de drogas dos cartéis mexicanos na  zona norte do país usando seu grupo como resguardo. Pizarro foi condenado a dez anos de prisão e seu grupo foi dissolvido. 